# 彼得鲁斯·克里斯蒂
彼得鲁斯·克里斯蒂（荷蘭語：Petrus Christus，發音：[ˈpeːtrʏs ˈkrɪstʏs, - ˈxrɪs-]），是活跃于15世纪的尼德兰画家。

## 生平
他出生于比利时的巴勒海托赫，但常年居住在布鲁日，并取得了该市的公民权。他为尼德兰、英国、意大利等国的客户作画。

## 画廊

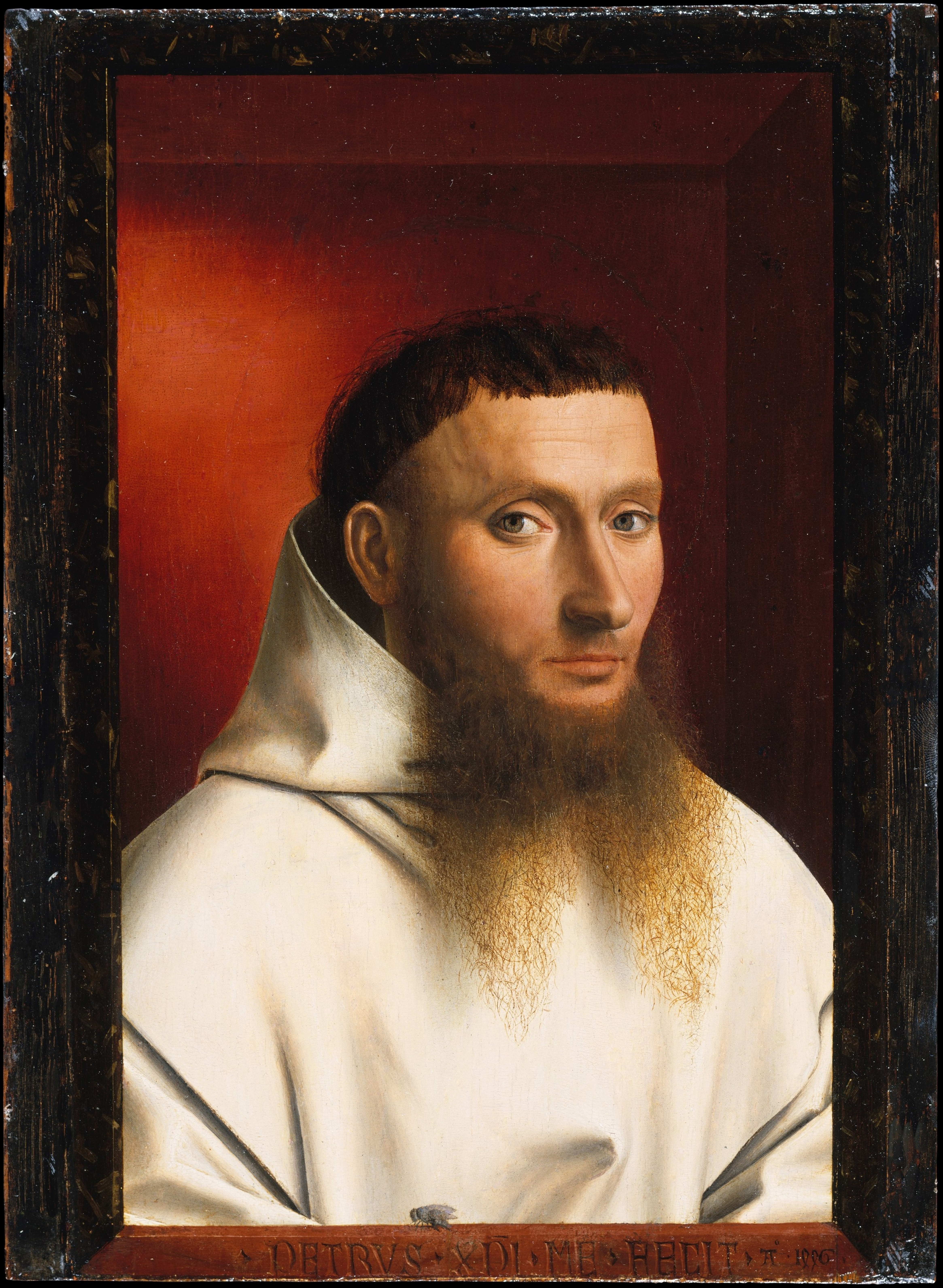
Portrait of a Carthusian, 1446，纽约大都会艺术博物馆
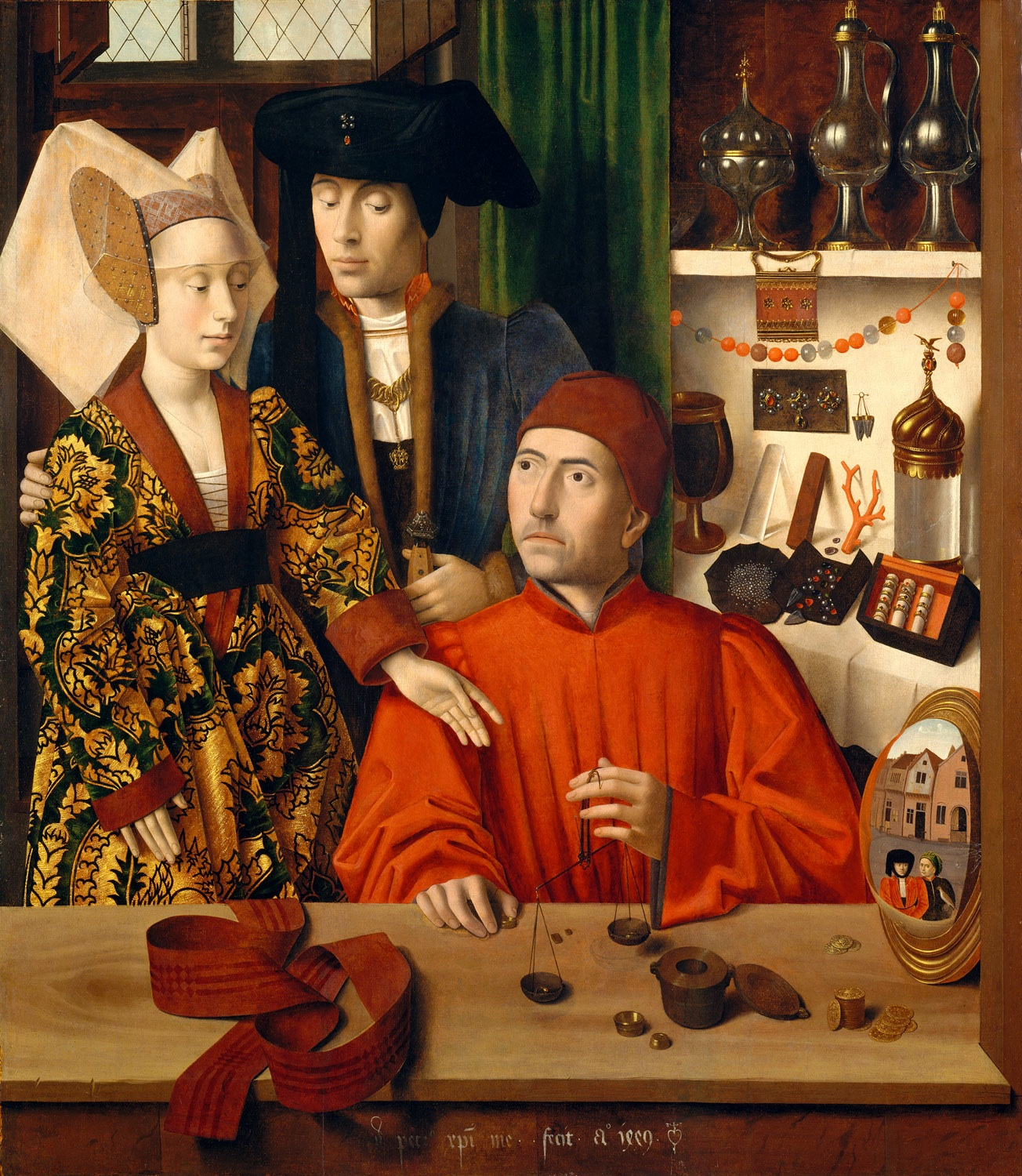
St. Eligius in His Workshop, 1449，纽约大都会艺术博物馆
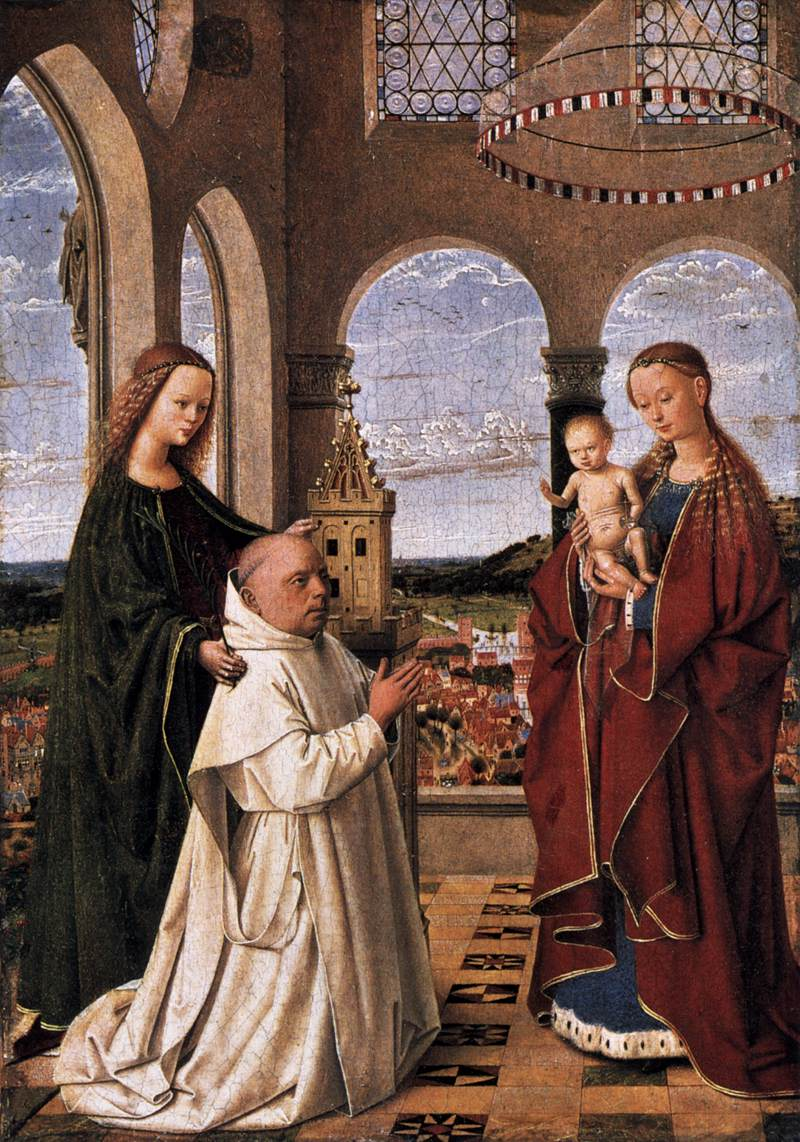
Madonna and Child, c 1450. 柏林画廊
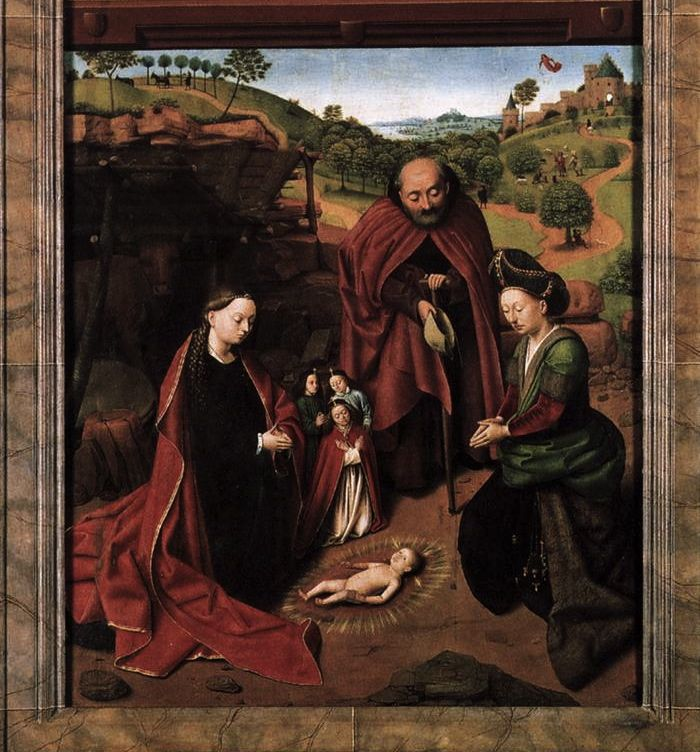
Nativity, 1452. 画廊 (柏林)
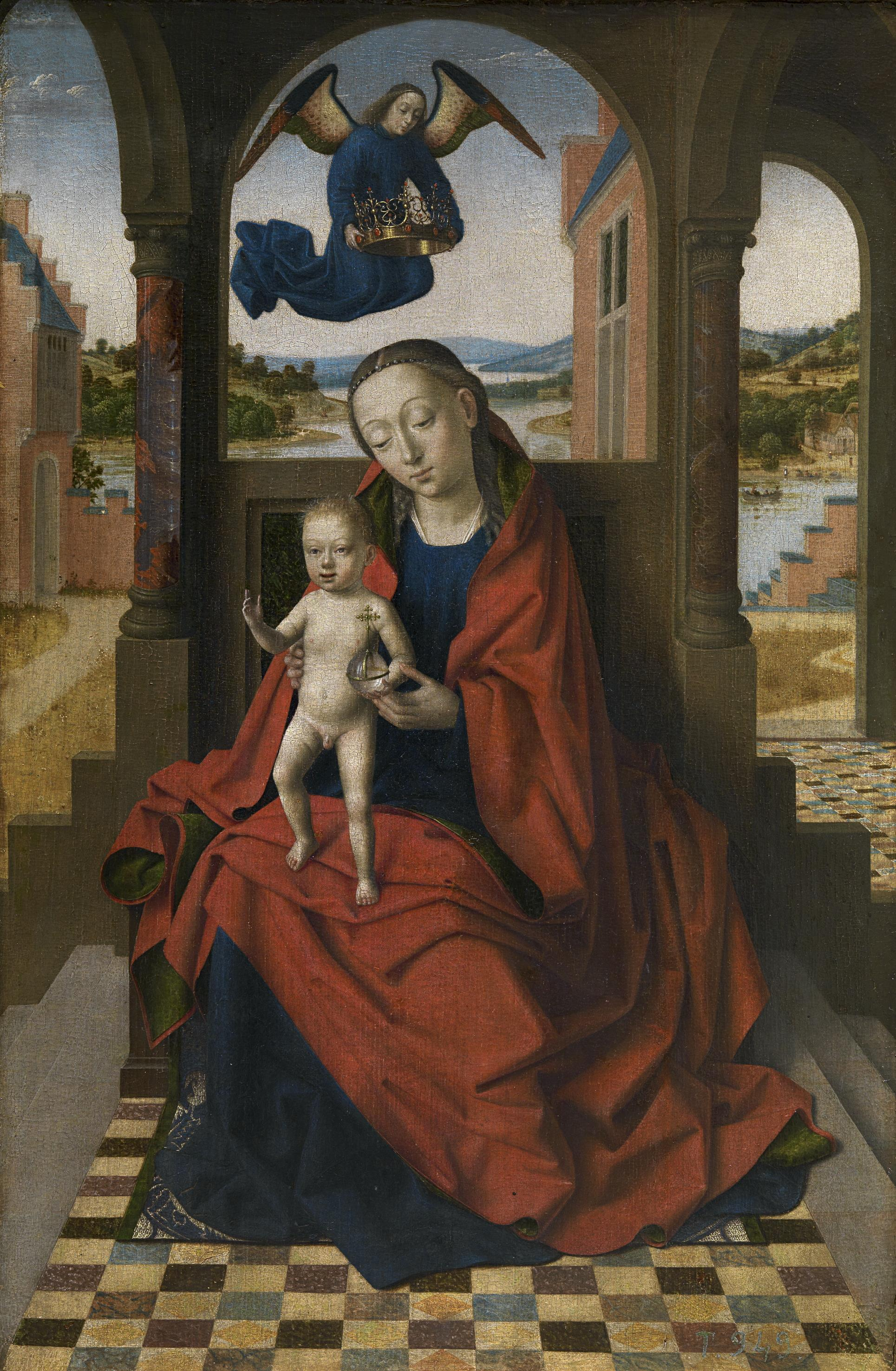
Madonna and Child, 1460–65. 马德里普拉多博物馆
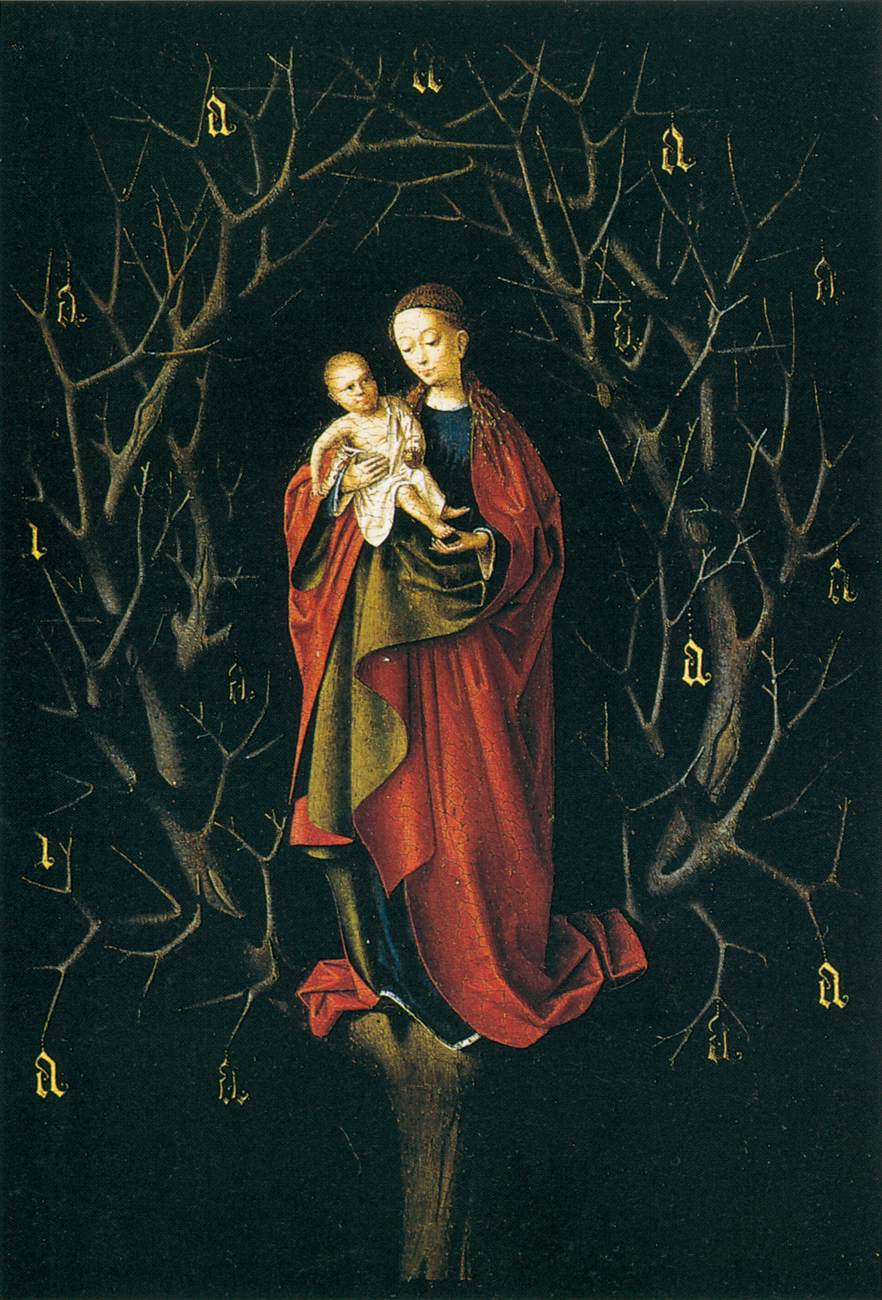
Madonna of the Dry Tree, c. 1462–65. 马德里提森-博内米萨博物馆
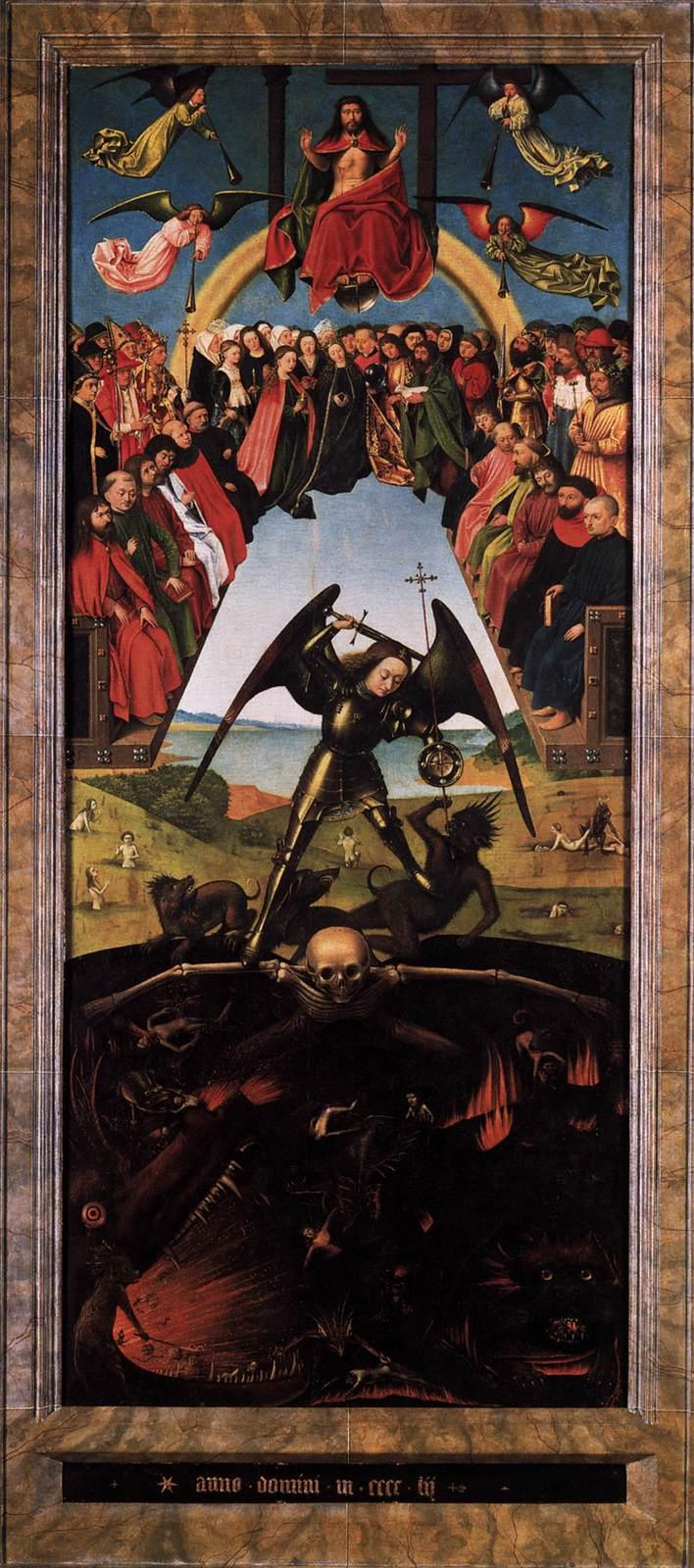
The Last Judgement, 1452. 画廊 (柏林)
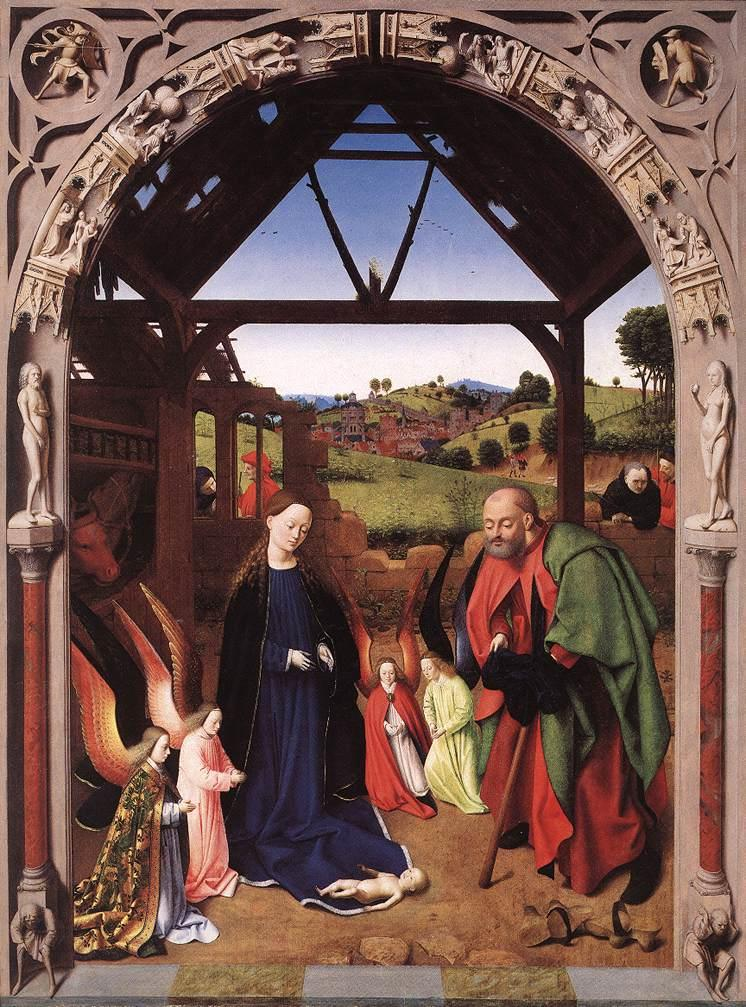
Nativity, c. 1460s. 华盛顿国家美术馆
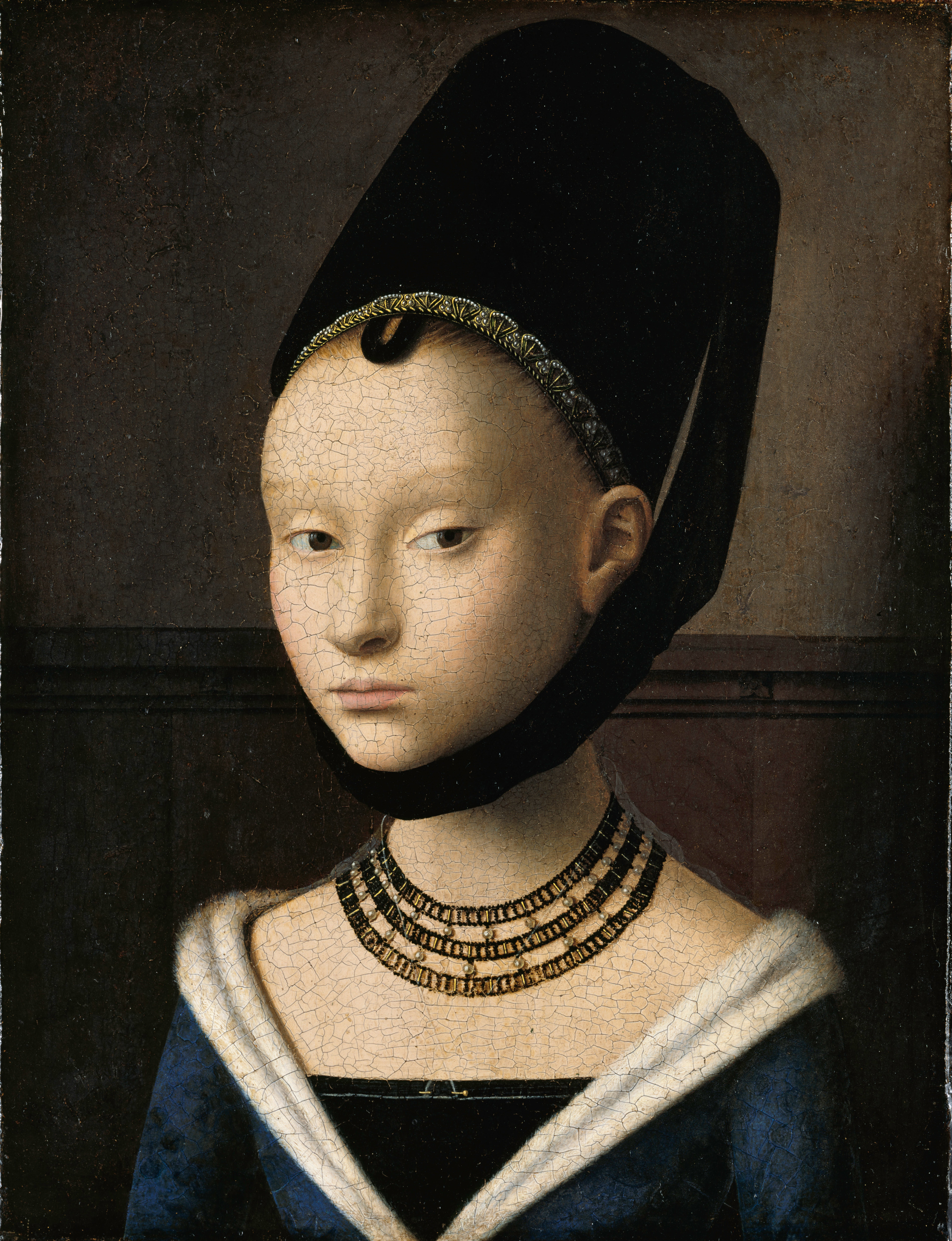
少女的肖像, c. 1470s. 柏林画廊